# Synaphea quartzitica
Synaphea quartzitica är en tvåhjärtbladig växtart som beskrevs av Alexander Segger George. Synaphea quartzitica ingår i släktet Synaphea och familjen Proteaceae. Inga underarter finns listade i Catalogue of Life.